# Облигациони односи на темељу преговора
Закључењу уговора претходе често преговори између потенцијалних уговорника. Под преговорима се подразумева размена мишљења о предмету уговора између потенцијалних страна уговорница. Започињање преговора може бити подстакнуто понудом, позивом за упућивање понуде или позивом за преговоре.
Начелно, не постоји обавеза да се ступи у преговоре нити да се започети преговори наставе. Свака страна може преговоре прекинути кад год хоће, осим ако се њиме припрема закључење уговора који су стране дужне да склопе по сили закона или предуговора.

## Дужности
Међутим, и само ступање у преговоре ради закључења одређеног уговора у стању је да међу учесницима заснује облигациони однос, на основу закона. На основу начела савесности и поштења, проистичу четири главне дужности за учеснике преговора:
- учесници у преговорима дужни су да поступају озбиљно и са озбиљном намером, иначе дугују надокнаду штете другој страни. Обавезу на накнаду штете производи и неоправдани одустанак од преговора и пропуштање да се друга страна одмах обавести о одустанку од преговора.
- свака страна дужна је да другог учесника у преговору обавести о свим чињеницама меродавним за његову одлуку да уговор уопште закључи, о евентуалним условима за закључивање и о свим евентуалним препрекама које стоје на путу да се склопи пуноважан уговор.
- сваки учесник у преговору који у вези са склапањем уговора даје извесне савете другој страни, по властитом нахођењу или захтеву друге стране дужан је да то чини по најбољем сопственом уверењу, посебно уколико су савети стручне природе.
- сваки учесник у преговору је да предузме све потребне мере заштите како би се избегло оштећење правних добара друге стране док преговори трају.

## Одговорност због culpa in contrahendo
Скривљено кршење неке од обавеза које имају учесници преговора назива се culpa in contrahendo. Оно обавезује на надокнаду штете узроковане другој страни, чак и у случају кад не представља недопуштену радњу у смислу деликтног права. Ова одговорност постоји и код преговора који су довели до настанка непуноважног уговора (рушљивог или ништавог, тако да дугује и лице због чије заблуде је уговор поништен или лице које је извршило превару свог сауговорника.
Оштећени може да захтева да буде доведен у ситуацију у којој би се налазио да није било кршења обавезе за време преговора.